# Zemský okres Rottal-Inn
Zemský okres Rottal-Inn (německy Landkreis Rottal-Inn) je okres v německé spolkové zemi Bavorsko, ve vládním obvodě Dolní Bavorsko. Okresním městem je Pfarrkirchen.

## Sousední okresy
- Sever: Zemský okres Deggendorf
- Severovýchod: Zemský okres Pasov
- Jihovýchod: Zemský okres Pasov
- Jih: Zemský okres Altötting
- Jihozápad: Zemský okres Mühldorf am Inn
- Západ: Zemský okres Landshut
- Severozápad: Zemský okres Dingolfing-Landau

## Města a obce
| Města | Obce |
| --- | --- |
| 1. Eggenfelden 2. Pfarrkirchen 3. Simbach am Inn Obce s tržním právem ( Markt ) 1. Arnstorf 2. Bad Birnbach 3. Gangkofen 4. Massing 5. Tann 6. Triftern 7. Wurmannsquick | 1. Bayerbach 2. Dietersburg 3. Egglham 4. Ering 5. Falkenberg 6. Geratskirchen 7. Hebertsfelden 8. Johanniskirchen 9. Julbach 10. Kirchdorf am Inn 11. Malgersdorf 12. Mitterskirchen 13. Postmünster 14. Reut 15. Rimbach 16. Roßbach 17. Schönau 18. Stubenberg 19. Unterdietfurt 20. Wittibreut 21. Zeilarn |